# Fausses Nouvelles (film)
Pour plus de détails, voir Fiche technique et Distribution.
Fausses Nouvelles (titre original : Break the News) est un film britannique réalisé par René Clair, sorti en 1938.

## Fiche technique
- Titre original : Break the News
- Titre français : Fausses Nouvelles
- Réalisation : René Clair, assisté d'Albert Valentin
- Scénario : René Clair et Geoffrey Kerr d'après Le Mort en fuite de Loïc Le Gouriadec
- Photographie : Philip Tannura
- Montage : Frederick Wilson
- Musique : Theo Mackeben
- Pays de production :  Royaume-Uni
- Format : Noir et blanc — 35 mm — 1,37:1 — Son : Mono
- Genre : comédie musicale
- Date de sortie : 1938

## Distribution
- Jack Buchanan : Teddy Enton
- Maurice Chevalier : François Verrier
- June Knight : Grace Gatwick
- Marta Labarr : Sonia
- Gertrude Musgrove : Helena
- Felix Aylmer : Sir George Bickory